# نقطه مانا

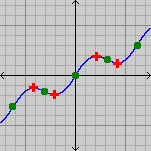
نقاط مانا (علامت مثبت قرمز) و نقاط عطف (دایره‌های سبز). همه نقاط مانا در این نمودار، کمینه یا بیشینه موضعی هستند.

در ریاضیات، به‌ویژه در حساب دیفرانسیل و انتگرال، یک نقطهٔ مانا نقطه‌ای در دامنه یک تابع است که مشتق تابع در آن برابر صفر است. این نقطه به این دلیل نقطهٔ مانا نامیده می‌شود که شیب تابع در آن صفر بوده و افزایش یا کاهش یافتن آن متوقف می‌شود.
برای یک تابع یک‌متغیره، نقطهٔ مانا، نقطه‌ای بر روی نمودار تابع است که مماس بر منحنی در آن موازی با محور x باشد. برای یک تابع دومتغیره، این متناظر با نقطه‌ای بر روی نمودار تابع است که صفحهٔ مماس بر منحنی در آن موازی با صفحهٔ xy باشد.